# 奈良县立短期大学
奈良县立短期大学（日语：／ Nara-Kenritsu Tanki Daigaku *），简称县短或奈良短大，是过去一所位于日本奈良县奈良市的公立短期大学。

## 概要

### 简介
- 短期大学为于1953年开办[2]、由奈良县经营。招生到1989年、停办于1993年[3]。

### 历史
- 1953年 奈良县立短期大学成立并同时设置一个学科即商经学科[2]。
- 1989年 最后一年、次年停止招生（正式停办于1993年3月23日[3]）。

## 学校环境
- 校区：在奈良县奈良市[注 1]

## 历任校长
- 勝田吉太郎：最后短期大学校长[4]。

## 组织

### 学科
- 商经学科

### 专科
| - 没有 |

### 业余课程
| - 没有 |

## 相关链接
- 日本短期大学列表